# Dirty Mind (album)
Dirty Mind – trzeci album studyjny amerykańskiego piosenkarza Prince’a. Został wydany nakładem wytwórni Warner Bros. Records. Płyta ukazała się niecały rok po wydaniu jego poprzedniego albumu Prince. W 2003 roku uplasował się na 203. miejscu listy 500 albumów wszech-czasów dwutygodnika Rolling Stone. W USA ma status Złotej Płyty.

## Lista utworów
Źródło

1. „Dirty Mind” (Dr. Fink, Prince) – 4:15
2. „When You Were Mine” – 3:47
3. „Do It All Night” – 3:42
4. „Gotta Broken Heart Again” – 2:16
5. „Uptown” – 5:32
6. „Head” (feat: Lisa  Coleman) – 4:44
7. „Sister” – 1:31
8. „Partyup” – 4:25

Autorem utworów, oprócz wymienionych, jest Prince.

## Twórcy
Źródło

- Bob Mockler – wokal, gitara, gitara basowa, instrumenty klawiszowe, perkusja, produkcja
- Lisa Coleman – wokal, instrumenty klawiszowe, sitar
- Dr. Fink – instrumenty klawiszowe, syntezator
- Jamie Starr – realizator nagrań
- Bernie Grundman – mastering
- Ron Garrett – asystent remiksu
- Allen Beaulieu